# Ribeirão das Neves
Ribeirão das Neves je grad u Brazilu. Nalazi se u saveznoj državi Minas Gerais. 

## Stanovništvo
Prema procjeni iz 2007. u gradu je živjelo 329.112 stanovnika.
| 1991.   | 2000.   |
| ------- | ------- |
| 143.853 | 246.846 |

## Vanjske poveznce
- Službena stranica  Arhivirana inačica izvorne stranice od 4. lipnja 2014. (Wayback Machine)
- Službena stranica